# Willy den Ouden
Willemijntje den Ouden, detta Willy (Rotterdam, 1º gennaio 1918 – Rotterdam, 6 dicembre 1997), è stata una nuotatrice olandese.
Specializzata nello stile libero ha vinto la medaglia d'oro alle olimpiadi di Berlino 1936 nella staffetta 4x100 m sl; quattro anni prima, a Los Angeles 1932 aveva vinto l'argento sia nella staffetta sia nei 100 m sl.
Nel 1970 è diventata una dei Membri dell'International Swimming Hall of Fame.
È stata primatista mondiale dei 200 m e 400 m sl e della staffetta 4x100 m sl.

## Palmarès
- Olimpiadi

Los Angeles 1932: argento nei 100m sl e nella staffetta 4x100m sl.
Berlino 1936: oro nella staffetta 4x100m sl.
- Europei

1931 - Parigi: oro nella staffetta 4x100m sl e argento nei 100m sl.
1934 - Magdeburgo: oro nei 100m sl e nella staffetta 4x100m sl, argento nei 400m sl.